# Tresviso
Tresviso es un municipio y una localidad situados en el extremo occidental de la comunidad autónoma de Cantabria (España), en la comarca de Liébana.

## Toponimia
Su nombre oficial Tresviso proviene de la derivación cántabra tres-visu del latín trans visum que vendría a significar "tras el collado desde el cual se empieza a ver un lugar" o bien del también latín trans abyssum, "tras el abismo".

## Geografía
Tresviso es uno de los municipios más pequeños de Cantabria tanto por su pequeña extensión como por su población, ya que solo se compone de una localidad, que con datos del 2014 tiene censados solamente a 69 habitantes (INE). La localidad está situada a 907 m s. n. m. (altitud) y está a una distancia de 91 kilómetros de la capital cántabra, Santander.
| Noroeste: Peñamellera Alta (Asturias) | Norte: Peñamellera Baja (Asturias) | Nordeste: Peñamellera Baja (Asturias) |
| Oeste: Cabrales (Asturias)            |                                    | Este: Peñarrubia                      |
| Suroeste: Cillorigo de Liébana        | Sur: Cillorigo de Liébana          | Sureste: Cillorigo de Liébana         |

Tresviso se encuentra en un hoyo al abrigo de las paredes calizas sobre el cauce del río Urdón. Limita con el Cantu la Jorcaúra y Las Ruyas, al norte; El Cuetu, al sur; los invernales de Prías y la senda de Urdón, al este; y la Loma de la Mesa, al oeste.

## Demografía
Tresviso cuenta con una población de 53 habitantes (INE 2024).
| Gráfica de evolución demográfica de Tresviso entre 1842 y 2021                                                                                               |
| |
| Población de derecho según los censos de población del INE Población de hecho según los censos de población del INEEn este censo se denominaba Tresvis: 1842 |

### Transporte y comunicaciones

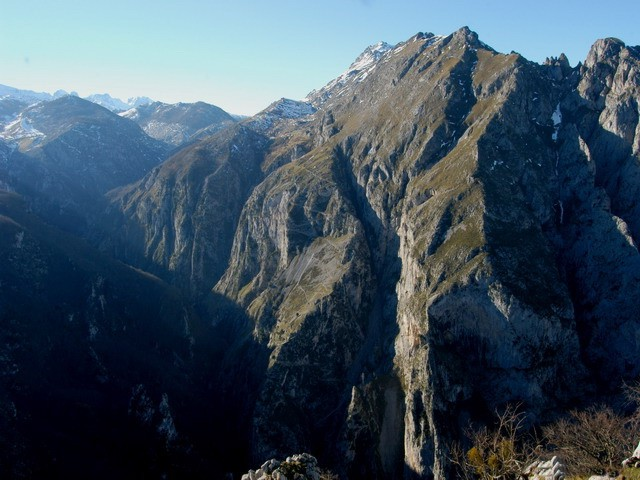
Acceso a Tresviso por la Senda de La Peña

Debido a la dificultad de acceso al municipio, enclavado en los Picos de Europa, se da la circunstancia de que para llegar a él hay que acceder desde una carretera que parte de Asturias y que es la única que hay. Así, a pesar de pertenecer a Cantabria el municipio no tiene acceso directo a esta comunidad por carretera, sino que se debe hacer a través de una carretera asturiana y recorrer cerca de 40 km para llegar a Cantabria. Esto se debe a que la carretera de acceso era prácticamente imposible de construir desde Cantabria debido a las dificultades orográficas y se prefirió hacer la carretera por Asturias, a pesar de que se da un gran rodeo para llegar. Por este motivo se dan circunstancias curiosas como que el código postal de la localidad se corresponde con el del concejo asturiano de Cabrales (33554), para que el servicio postal que efectúa el reparto sea de Asturias. No obstante, el tradicional acceso al pueblo, que es por una vía peatonal de montaña, sí que se hace desde Cantabria, concretamente desde la localidad de La Hermida, de la que a pie solo separan unos pocos kilómetros, por un camino muy conocido por los excursionistas, denominada "subida a Tresviso" y que fue durante siglos, el único acceso al pueblo. Ese mismo aislamiento hizo que Tresviso fuera el último municipio de Cantabria en caer en manos franquistas durante la Guerra Civil el 17 de septiembre de 1937, 22 días después de la caída de la propia capital.
Para los excursionistas, destacar la subida de 6 kilómetros por la senda de La Peña que separa Tresviso de Urdón. En ella se salva un desnivel de unos 825 metros a través de un tortuoso sendero lleno de curvas en el que destaca el imponente balcón de Pilatos, un mirador natural del río Urdón en completa verticalidad con una caída de más de 600 metros. Otra ruta montañera que puede hacerse, desde Tresviso, es la ascensión al Cuetu la Cerralosa, a 1552 metros de altitud, así como otras cumbres cercanas: Cantu la Jorcaúra, Cuetu las Rubias y el Cantu Sulasfuentes.

### Economía
Situado íntegramente en el parque nacional de los Picos de Europa, Tresviso tiene como principal actividad la ganadería de vacuno, ovino y caprino, cuyo producto más famoso es el queso picón de Tresviso, DOP que comparte con Bejes. Por otra parte, cabe destacar una incipiente actividad turística debida a los bellos parajes en que está situado el municipio. Este hecho está frenando ligeramente la tendencia emigratoria que venía arrastrando Tresviso en particular y la zona en general. Un 30 % de la población de Tresviso se dedica al sector primario, un 25 % a la construcción y un 45 % al sector terciario. Cabe destacar la inexistencia de actividad industrial en el municipio.

## Administración y política
El término municipal de Tresviso pertenece al partido judicial y a la Junta Electoral de Zona de San Vicente de la Barquera en ambos casos.
| Periodo   | Nombre                       | Partido | Partido                                    |
| --------- | ---------------------------- | ------- | ------------------------------------------ |
| 1979-1983 | Feliciano Campo Cotera       |         | Unión de Centro Democrático (UCD)          |
| 1983-1991 | Victoriano Campo Campo       |         | Partido Socialista Obrero Español (PSOE)   |
| 1991-1993 | Rosa Vellido Ángulo          |         | Unión para el Progreso de Cantabria (UPCA) |
| 1993-1999 | Evangelino Cotera López      |         | Partido Regionalista de Cantabria (PRC)    |
| 1999-2023 | Francisco Javier Campo Campo |         | Partido Socialista Obrero Español (PSOE)   |
| 2023-act. | Alan Ruiz Díaz               |         | Partido Popular (PP)                       |

| Partido político | Partido político                           | 2023  | 2023  | 2023       | 2019  | 2019  | 2019       | 2015  | 2015  | 2015       | 2011  | 2011  | 2011       | 2007  | 2007  | 2007       | 2003  | 2003  | 2003       | 1999  | 1999  | 1999       | 1995  | 1995  | 1995       | 1991  | 1991  | 1991       | 1987  | 1987 | 1987       | 1983  | 1983  | 1983       | 1979  | 1979  | 1979       |
| Partido político | Partido político                           | Votos | %     | Concejales | Votos | %     | Concejales | Votos | %     | Concejales | Votos | %     | Concejales | Votos | %     | Concejales | Votos | %     | Concejales | Votos | %     | Concejales | Votos | %     | Concejales | Votos | %     | Concejales | Votos | %    | Concejales | Votos | %     | Concejales | Votos | %     | Concejales |
|                  | Partido Popular (PP)                       | 21    | 43,75 | 2          | 8     | 14,55 | 0          | 4     | 6,78  | 0          | 9     | 14,75 | 0          | 4     | 5,80  | 0          | 9     | 15,25 | 0          | —     | —     | —          | —     | —     | —          | —     | —     | —          | —     | —    | —          | —     | —     | —          | —     | —     | —          |
|                  | Partido Regionalista de Cantabria (PRC)    | 13    | 27,08 | 1          | 20    | 36,36 | 1          | 17    | 28,81 | 1          | 21    | 34,43 | 1          | 17    | 24,64 | 0          | 21    | 39,59 | 0          | 18    | 36,73 | 0          | 30    | 63,83 | 1          | 23    | 37,10 | 0          | 0     | 0,00 | 0          | —     | —     | —          | —     | —     | —          |
|                  | Partido Socialista Obrero Español (PSOE)   | 12    | 25,00 | 0          | 25    | 45,45 | 2          | 36    | 61,02 | 2          | 28    | 45,90 | 2          | 44    | 63,77 | 1          | 28    | 47,46 | 1          | 21    | 42,86 | 1          | 14    | 29,79 | 0          | 12    | 19,35 | 0          | 44    | 100  | 1          | 55    | 90,16 | 5          | —     | —     | —          |
|                  | Unión para el Progreso de Cantabria (UPCA) | —     | —     | —          | —     | —     | —          | —     | —     | —          | —     | —     | —          | —     | —     | —          | —     | —     | —          | —     | —     | —          | 0     | 0,00  | 0          | 23    | 37,10 | 1          | —     | —    | —          | —     | —     | —          | —     | —     | —          |
|                  | Unión de Centro Democrático (UCD)          | —     | —     | —          | —     | —     | —          | —     | —     | —          | —     | —     | —          | —     | —     | —          | —     | —     | —          | —     | —     | —          | —     | —     | —          | —     | —     | —          | —     | —    | —          | —     | —     | —          | 25    | 24,75 | 5          |

## Cultura

### Patrimonio

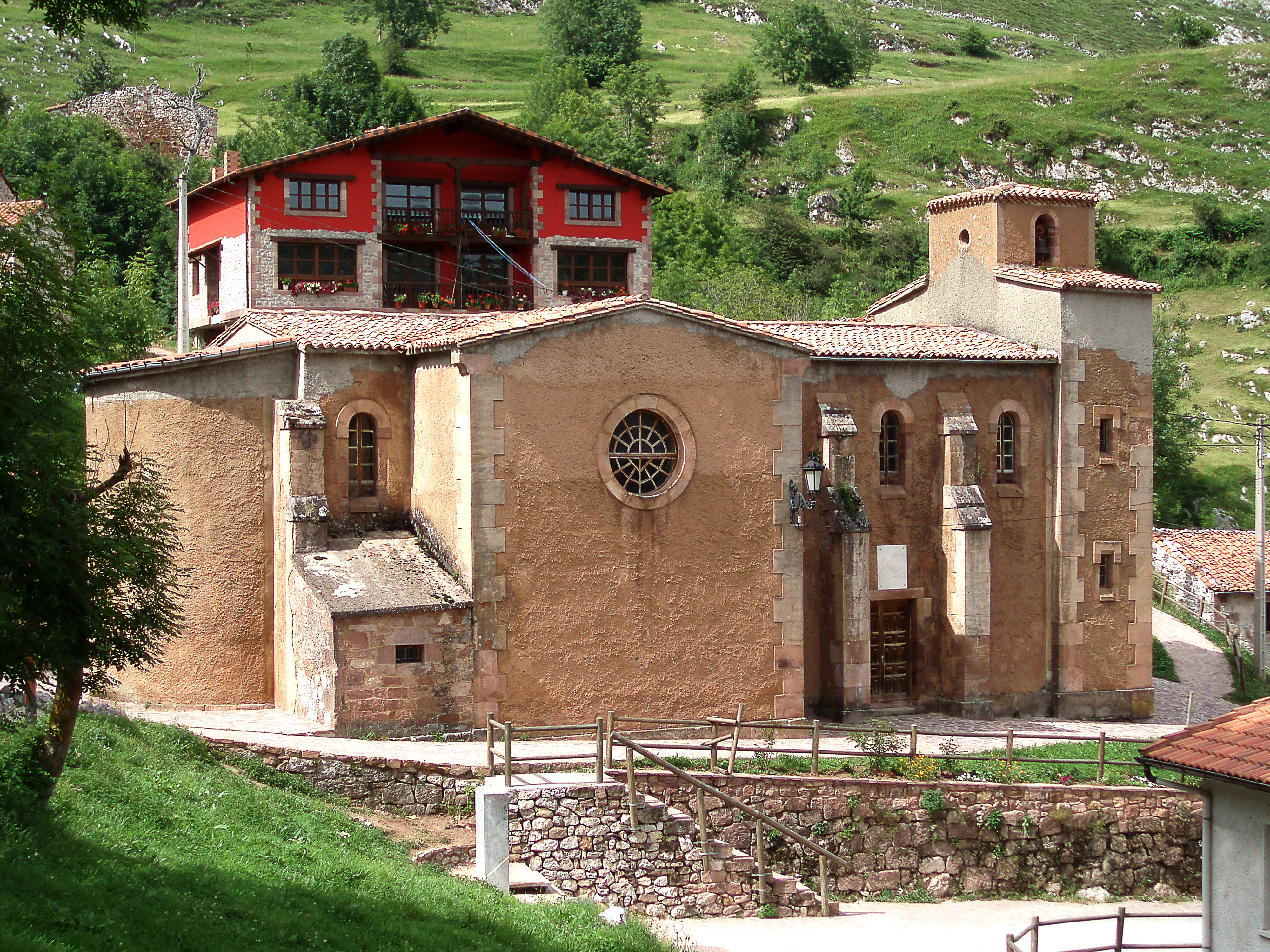
Parroquia de San Andrés

La iglesia parroquial de Tresviso fue construida en 1904 sobre la vieja ermita de San Pedro (edificada en el siglo XVIII). Se trata de un templo de planta en cruz latina una nave rectangular de tres tramos con muros de mampostería, ábside semicircular y coro a los pies; sobre el pórtico oeste se eleva una torre prismática.

### Fiestas
La fiesta de El Ramu se celebra el 29 de junio, festividad de San Pedro en el pueblo de Tresviso.
En la víspera de San Pedro, los mozos del pueblo se acercan al monte de valdediezma, que es un bosque de hayas próximo, en busca de un árbol con buen aspecto y consistencia al que llaman jovera. Mientras, las mozas del pueblo preparan el ramu, un arco trenzado y adornado con flores y roscos de pan.
El día de la fiesta los mozos llevan el ramu hasta la iglesia para que el cura lo reciba. Al terminar la misa se lleva en procesión a la imagen de San Pedro por las callejas del pueblo y se traslada el ramu acompañado de las mozas que van cantando. La jovera se coloca en la bolera del pueblo y se unta con grasa o jabón. Allí se subastarán los roscos y las mozas animarán a los mozos a que suban a la cobolla (parte alta de la jovera). Todo termina con la romería y después la verbena.